# Adolf Ludwig Hanckwitz

Adolf Ludwig Hanckwitz

Adolf Ludwig Hanckwitz (* 2. August 1808 in Berlin; † 12. April 1869 in Moers) war ein deutscher Lehrer, Turner und Politiker.

## Leben und Ausbildung
Adolf Ludwig Hanckwitz wurde am 2. August 1808 in Berlin als Sohn eines Buchhalters am Stadtgericht geboren und ging dort auf das Gymnasium zum Grauen Kloster. Auf dieser Schule, die bereits „Turnvater“ Friedrich Ludwig Jahn 1794 besucht hatte, wurde seine Liebe zum Turnen geweckt.
In seiner Jugend turnte er unter Jahn auf der Hasenheide und wurde dort zu einem begeisterten Anhänger des Jahn’schen Ideenguts: „Ausgehend von der Hasenheide bei Berlin, unter der Hauptleitung von Jahn entwickelt sich das Turnen mit lebendiger Frische und findet seine Anerkennung und Würdigung in dem patriotischen Geiste, der vor und in den ruhmvollen Jahren von 1813 bis 1815 in unserm Vaterland herrschte. Schreiber dieses entsinnt sich noch mit Lebendigkeit der Zeit, die er als Knabe nach den Kriegsjahren unter den Turnern der Hasenheide zugebracht hat.“
Nach dem frühen Tod seines Vaters zog er gemeinsam mit seinem Lehrer Engel 1824 nach Duisburg, wo er bis zu seinem Abitur am 10. April 1829 das Landfermann-Gymnasium besuchte. Auf seinem Abiturzeugnis fand sich folgende Bemerkung: „Aufführung gegen Lehrer und Mitschüler: wegen zu großer Geselligkeit nicht ohne Tadel, gegen Lehrer bescheiden.“
Anschließend studierte er alte Sprachen, Mathematik und Geschichte in Berlin. Am 12. Oktober 1833 kam er zunächst als Hilfslehrer an das Gymnasium Adolfinum in Moers, wo er nach seinem Examen pro fac. doc. in Bonn ab 1835 als vierter ordentlicher Lehrer, dann als dritter und schließlich als zweiter Lehrer bis zu seinem Tod unterrichtete. Er wohnte mit seiner Frau und seiner pflegebedürftigen Mutter zusammen und hatte einen Sohn. Zeit seines Lebens war seine finanzielle Situation äußerst schlecht und er lebte nahe der Armutsgrenze.
Adolf Ludwig Hanckwitz starb im Alter von 60 Jahren. Anlässlich seines Todes errichteten seine Schüler und Freunde ihm ein Denkmal auf dem alten Moerser Friedhof an der Rheinberger Straße.

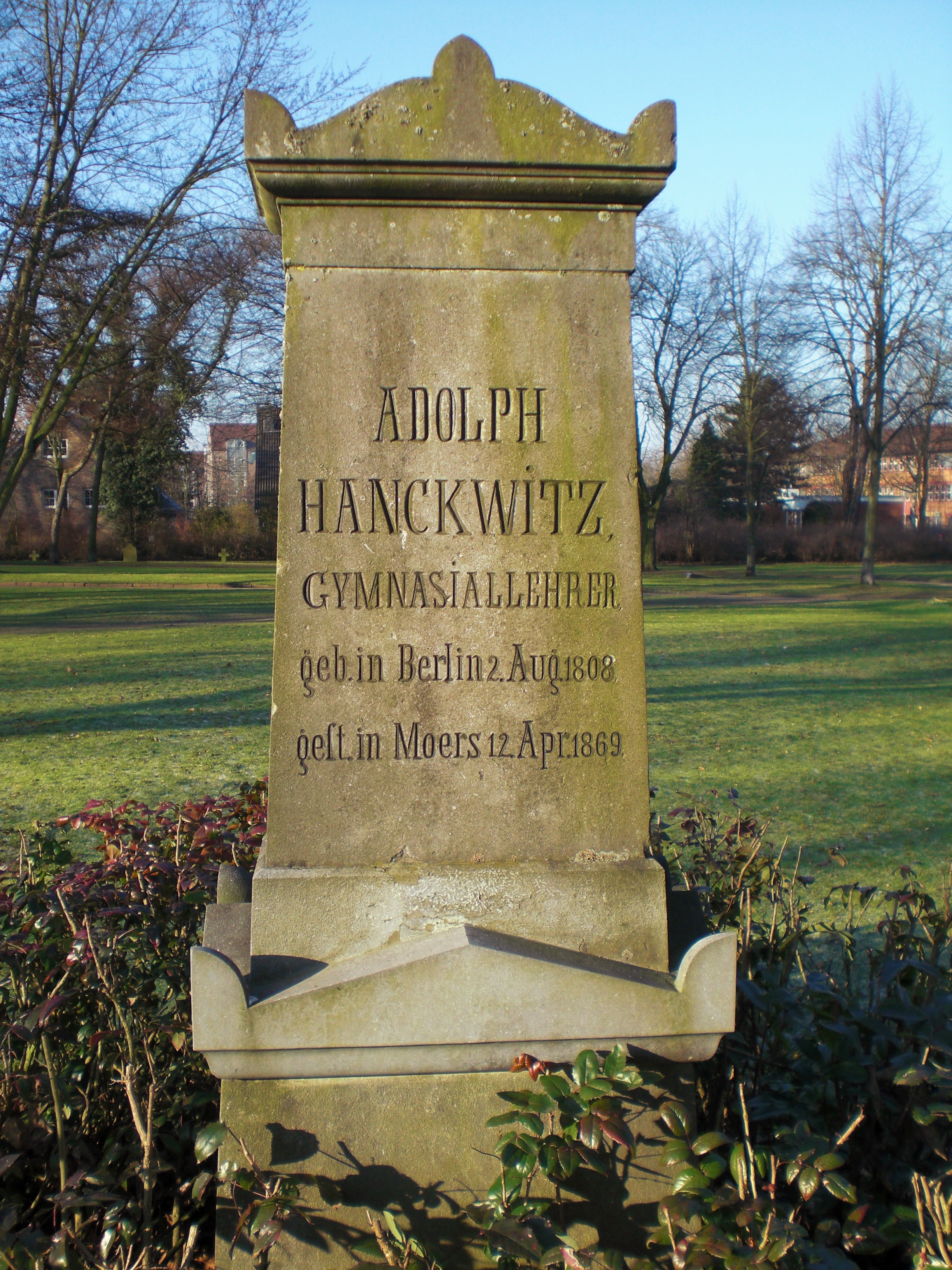
Denkmal auf dem alten Moerser Friedhof

## Wirken als Lehrer

### Einführung des Schulturnens
Im Jahre 1837 führte er trotz der bestehenden Turnsperre das Schulturnen am Gymnasium Adolfinum ein. Für ihn stellte das Turnen „eine so wichtige Seite der Jugendbildung“ und den „Kampfe gegen die ekele Frühreife und verderbliche Genusssucht der Jugend“ dar; es bedeutete die „Losreißung des jungen Menschen von der Willkür und Regellosigkeit und die freiwillige Unterwerfung unter Gesetz und Regel“.
Auf der Grundlage des Schulturnens gründete Hanckwitz 1845 einen Gymnasial-Turnverein, sein Name lautete „Turner 1845“. Dieser Name zierte neben einer aufgehenden Sonne die von Hanckwitz angeschaffte Fahne. Neben dem Turn- und Schwimmunterricht, der ab dem Schuljahr 1852/53 zur sportlichen Ausbildung der Schüler zählte, unternahm Hanckwitz zahlreiche Ausflüge und Wandertouren in die nähere Umgebung. Außerdem veranstaltete er Schauturnen und nahm mit seinen Turnern an Wettkämpfen teil. Im Vergleich zu anderen Schulen in benachbarten Städten war das Turnen in Moers sehr weit entwickelt, dies bestätigt auch das Urteil des Turninspektors Hans Ferdinand Maßmann (1791–1874), der Moers im Rahmen einer „Inspektionsreise“ besuchte und anschließend nach Berlin berichtete: „Hier finde ich, mitten in der Wüste, eine Oase.“

### Aufbau einer Mädchenschule
Während in der damaligen Zeit Mädchen der Besuch einer weiterführenden Schule meist verwehrt blieb, unterrichtete in Moers ab 1826 der evangelische Pastor Bornemann Mädchen bei sich zu Hause in Deutsch, Französisch, Rechnen, Geographie, Geschichte, Kalligraphie, Zeichnen, Gesang und Musik. Als er jedoch 1841 völlig unerwartet verstarb, drohte die Einstellung des Schulunterrichtes der Mädchen. Daraufhin regten im September 1841 drei Lehrer des Moerser Gymnasiums, Direktor Constantin Scotti, Lehrer Ludwig Rhein und allen voran Adolf Ludwig Hanckwitz, beim Bürgermeister die Gründung einer höheren Töchterschule an. Ihr Vorschlag wurde genehmigt und bereits einen Monat später konnte der Unterricht beginnen, er wurde von den drei Lehrern ehrenamtlich in ihrer Freizeit erteilt. Adolf Ludwig Hanckwitz engagierte sich besonders stark für den Aufbau der Mädchenschule, daher wurde sie ihm zu Ehren zunächst die „Hanckwitz’sche“ genannt, bevor im Jahre 1844 durch den damaligen Bürgermeister Friedrich Adolph Vinmann offiziell eine Töchterschule (Lyzeum) eingerichtet und Lehrerinnen eingestellt wurden.

## Politisches und soziales Engagement

### Politische Aktivitäten
Im Revolutionsjahr 1848 stellte Adolf Ludwig Hanckwitz sich als Kandidat für die Wahl der Wahlmänner zur Nationalversammlung in der Frankfurter Paulskirche am 1. Mai 1848 zur Verfügung und wurde mit 229 Stimmen gewählt. 1853 und 1854 war er Mitglied des Gemeinderates, an dessen Sitzungen er sich rege beteiligte.

### Gründung des Moerser Turnvereins
Als im August 1849 in der Nachbarstadt Krefeld das Niederrheinisch-Westfälisches Bezirks-Turnfest stattfand, wurde die Begeisterung und die fröhliche Stimmung des Festes von den Beteiligten bis nach Moers getragen, sodass das Turnen weitere Anhänger in der Grafschaft fand. Am 21. Mai 1850 versammelten sich 38 Turner unter Hanckwitz Führung und beschlossen, auf der Grundlage des Schulturnens und des Gymnasial-Turnvereins den Moerser Turnverein zu gründen. Gemeinsam arbeiteten sie die Statuten des Vereins aus und reichten sie beim Bürgermeister Rudolf von Strampff ein, dieser besiegelte am 11. Juni 1850 die Bescheinigung über die erfolgte Vereinsanmeldung. Hanckwitz war bis zu seinem Tod erster Vorsitzender und Sprecher des Vereins.

### Gründung der Turner-Feuerwehr
Als am 10. Juni 1851 die Freiwillige Feuerwehr Moers gegründet wurde, übernahm Adolf Ludwig Hanckwitz zunächst den Vorsitz der zweiten Kompanie und wurde später Leiter der Freiwilligen Feuerwehr. In der Folgezeit gelang es ihm, seine Turner für die Mitgliedschaft in der Feuerwehr zu gewinnen; sie traten geschlossen in den Brandkorps ein und bildeten ab dem 1. Juli 1866 eine eigene Abteilung mit eigener Satzung innerhalb des städtischen Brandkorps. Sie unterschieden sich auch äußerlich von den restlichen Feuerwehrleuten, so trugen sie weiße Armbinden mit rotem Saum als Abzeichen, auf denen in Erinnerung an den „Turnvater“ Jahn das Turnerzeichen – das vierfache F – aufgedruckt war, getreu dem Motto „Frisch, Fromm, Fröhlich, Frei“. Dieses fand sich auch auf ihren Helmen wieder.

### Engagement im Gesangsverein, bei den Nachtwachen und im Sparkassenvorstand
Im Oktober 1851 unterstützte Hanckwitz seinen Freund und Kollegen Wilhelm Greef bei dem Vorhaben, einen Gesangsverein zu gründen. Er gab ihm, basierend auf den Erfahrungen seiner eigenen Vereinsgründung, Hinweise zu den Formalien und der Organisation eines Vereins. Fortan waren Turner und Sänger eng miteinander verbunden, oftmals traten die Turner dem Gesangsverein bei oder umgekehrt und man half sich gegenseitig, zum Beispiel bei der Veranstaltung von Festen.
Als es auf Grund der März-Revolution 1848 vermehrt zu Unruhen in den Städten der Moerser Umgebung kam, beschloss der Stadtrat in seiner Sitzung am 20. März freiwillige Bürgerwehren einzurichten und legte zu diesem Zweck Listen aus. Hanckwitz war einer der ersten, die sich in diese Listen eintrugen; insgesamt meldeten sich über 250 Moerser Bürger. Es wurden mehrere Wachmannschaften aufgestellt, Hanckwitz übernahm die Führung einer solchen Mannschaft und patrouillierte im zweiwöchentlichen Rhythmus durch die Moerser Innenstadt. Zudem stellte er sich mit einigen seiner Turner als Verstärkung der Nachtwache zur Verfügung.
Neben all seinen Tätigkeiten war Hanckwitz im Jahre 1861 Mitglied der Sparkassen-Verwaltung.